# Pila (provoz)

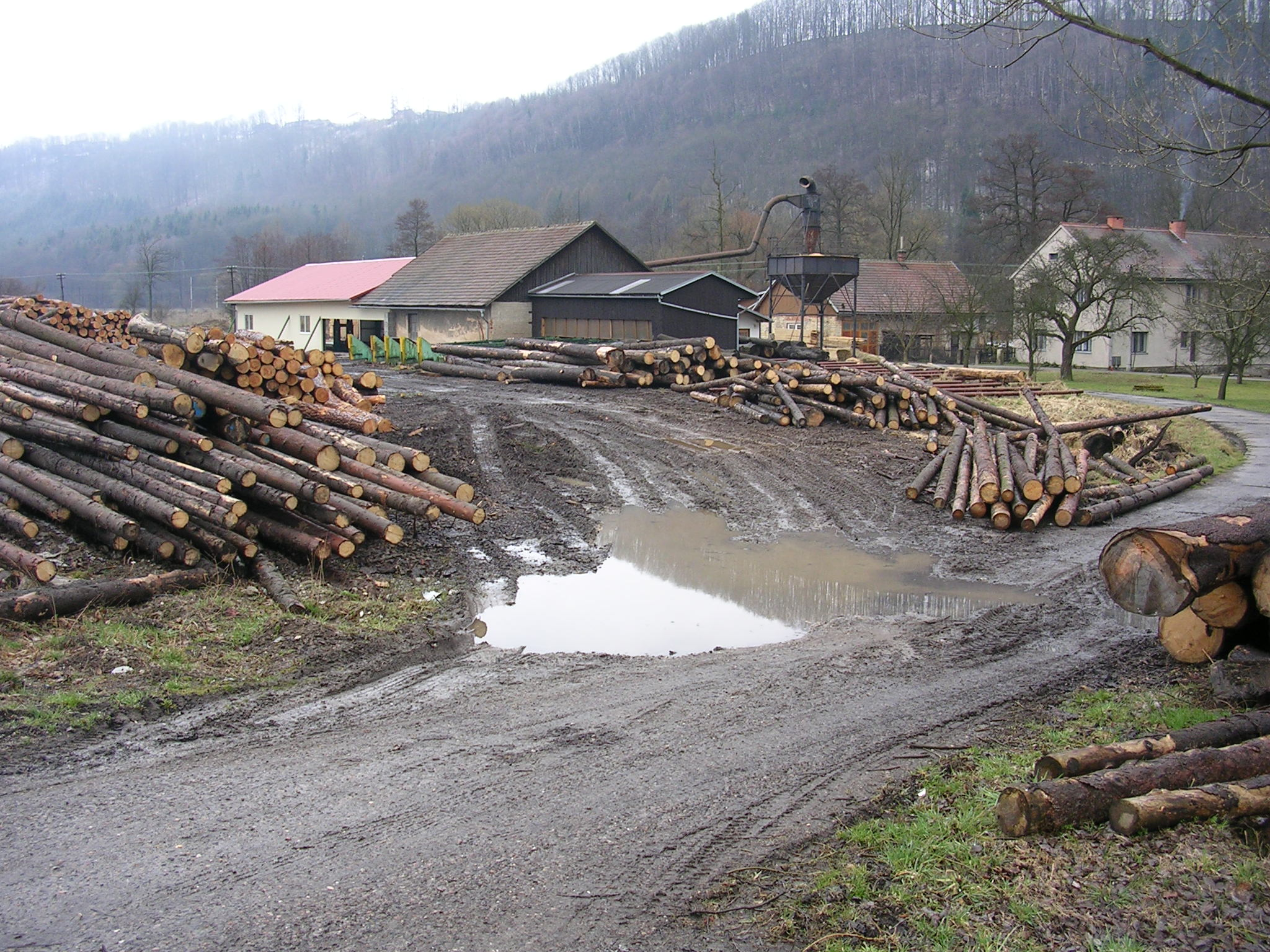
Pila u vesnice Perná

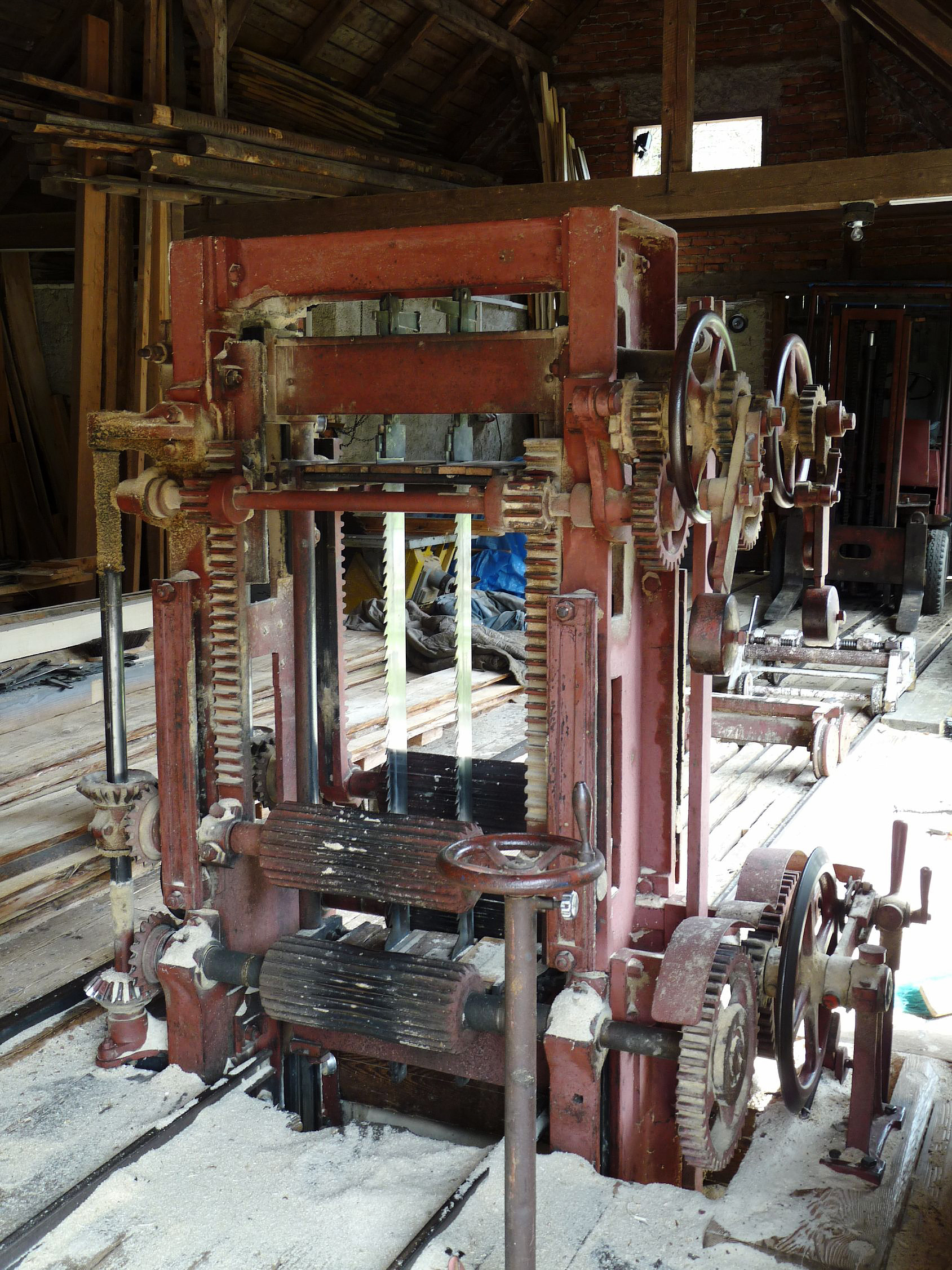
Rámová pila ve Velharticích

Pila (někdy také pilnice) je provozovna, která zpracovává dřevo z polotovaru klád na řezivo (trámy, latě, prkna, fošny apod.) Moderní provozovny často zahrnují i další přidružené činnosti, například zpracování odpadu, a užívá se pro ně název dřevozpracující závod.

## Popis
Jádrem provozovny je rámová pila („katr“), ocelový rám s paralelně napjatými pilovými listy, který kmitá ve svislém směru. Rám se pohybuje ve vedení, kláda je na vozíku na kolejnicích a přísun klád obstarávají vroubkované válce jako podavače. Historické pily byly poháněny vodou a měly často jediný list, někdy i s vodorovným pohybem. Parní pohon umožnil použití více paralelních listů a dnes se vesměs používá elektrický pohon. S tím souvisí i jiné umístění provozoven: dříve se budovaly poblíž vodních toků, od 19. století se stavějí spíše na logisticky výhodných místech jako např. u železničních nádraží.